# Ana Vukotić
Ana Vukotić (Podgorica, 1977) crnogorska je glumica i režiserka.

## Biografija
Diplomirala je pozorišnu režiju na Fakultetu dramskih umjetnosti na Cetinju (2004), u klasi profesora Egona Savina i Radmile Vojvodić. Svoja prva pozorišna iskustva stekla je na festivalima FJAT i FIAT. Sarađivala je sa značajnim režiserima, takođe je i autor niza projekata vezanih za scenske umjetnosti. Glavni je direktor Festivala internacionalnoga alternativnog teatra (FIAT). Režiser je u Crnogorskome narodnom pozorištu od 2002.
Dobitnica je nagrada na domaćima i regionalnim pozorišnim festivalima: Don Žuan – Festival malih scena Rijeka: Specijalna nagrada Veljko Maričić za savremeno čitanje dramske klasike, Don Žuan - Jugoslovenski pozorišni festival Užice (2010): Ardalion za najbolju režiju, Ardalion za najbolju mušku ulogu Draganu Mićanoviću, Ardalion za najbolju kostimografiju Leo Kulaš, Smrtni grijesi – Prvi festival crnogorskog teatra (2007): Za najbolju predstavu, za režiju, za ukupan vizuelni identitet, za najbolju mušku ulogu, za najbolju žensku ulogu; The Beauty Queen – Međunarodni festival Slavija Fest 2005 u Beogradu: nagrada Don Kihot za najbolju predstavu u cjelini, Smrtni grijesi- Nagrada Crnogorskog narodnog pozorišta za najbolju režiju u sezoni 2006 – 2007. Vjera, ljubav, nada – Bijenale crnogorskoga teatra: Nagradu za scenografiju.
Predsjednica je Savjeta građanske peticije Amanet.

## Predstave
- The Beauty Queen, M. Makdonea (2004)
- Smrtni grijesi, F. Miterera (2006)
- Don Žuan, Molijera (2010)
- Vjera, ljubav, nada, E. fon Horvata (2011)
- Ribarske svađe, K. Goldonija (2012)
- Šćeri moja, Maje Todorović (2016)
- Četvrta sestra, J. Glovackoga (2012)
- Zoo priča, E. Olbija (2013)
- Tri sestre, A. P. Čehova (2014)

## Litratura
- Nikola Racković: Leksikon crnogorske kulture, DOB, Podgorica, 2009.

## Spoljašnje veze
- https://web.archive.org/web/20180717070959/http://cnp.me/ana-vukotic/
- https://web.archive.org/web/20180811105107/http://www.vijesti.me/vijesti/vukotic-ovo-nije-borba-da-vlasnistvo-iz-spc-prede-u-cpc-vec-da-kulturna-dobra-postanu-vlasnistvo-drzave-991346